# STX Jamboree
STX Jamboree – polska agencja koncertowa i marketingowa przemysłu muzycznego i sportowego, a także wydawca płyt muzycznych.
Grupa powstała w 2005 r. łącząc powstałą w 1997 spółkę STX Records Sp. z o.o. i Agencję Jamboree Sp. z o.o.. Prezesem zarządu jest Stanisław Trzciński.
Zajmuje się sprowadzaniem zagranicznych artystów na rozmaite koncerty, festiwale (m.in. Jazz Jamboree), czy występy w mass-mediach. Od 2007 do 2011 we współpracy z warszawskim Centrum Artystycznym Fabryka Trzciny organizowała ceremonie nagród polskiego przemysłu fonograficznego – Fryderyki (współorganizatorem tej gali agencja była do 2018 roku).
Agencja wydała własne serie kompilacji muzycznych: Pozytywne Wibracje, Pinacolada, Pieprz i Wanilia, Global Chillout, Sygnowano Fabryka Trzciny oraz After Hours.